# Walhalla Wacht
Walhalla Wacht – drugi album studyjny folk/viking metalowej grupy muzycznej Heidevolk z Holandii. Album ten wydano w Europie 31 marca 2008 roku, jednak w kilku krajach pojawił się wcześniej - 26 marca w Finlandii, a dwa dni później w Austrii, Niemczech i Szwajcarii. Na rynkach USA i Kanady pojawił się 22 kwietnia. Długość albumu wyniosła 41 minut i 33 sekundy. Został także wydany w wersji winylowej.
Utwór Wodan Heerst różni się od wersji tej samej piosenki na minialbumie o tym samym tytule.
Nazwa albumu po przełożeniu na język polski oznacza Walhalla Oczekuje.

## Lista utworów
Na albumie znalazło się dziewięć utworów, w nawiasach podano tłumaczenia tytułów na język polski:
1. „Saksenland” (Saksonia) – 5:38
2. „Koning Radboud” (Król Radbod) – 3:40
3. „Wodan Heerst” (Wodan Rządzi) – 8:04
4. „Hulde Aan De Kastelein” (?) – 1:03
5. „Walhalla Wacht” (Walhalla Oczekuje) – 4:11
6. „Opstand Der Bataven” (Bunt Batawian) – 4:36
7. „Het Wilde Heer” (Dzika Armia) – 5:48
8. „Naar De Hal Der Gevallenen” (Do Wzgórza Upadłych) – 1:59
9. „Zwaarden Geheven” (Wzniesione Miecze) – 4:08
10. „Dageraad” (Świt) – 2:22

## Twórcy
W tworzeniu utworów na albumie udział wzięli:
- Sebas Bloeddorst – gitara elektryczna
- Joris Boghtdrincker – wokal
- Reamon Bomenbreker – gitara elektryczna
- Rowan Roodbaert – gitara basowa
- Stefanie Speervrouw – skrzypce
- Joost Vellenknotscher – perkusja